# Hilton Crowther
John Hilton Crowther var en engelsk affärsman  blev känd som ordförande för fotbollsklubben Huddersfield Town AFC mellan 1920 och 1919 varvid han lämnade för att bli ordförande i nybildade  Leeds United FC där han stannade fram till 1924. Han var en förmögen och framgångsrik ägare till ett väveri, Milnsbridge Woollen Mill, i Huddersfield och hjälpte till att finansiera klubbarnas uppstart genom betydande lån.